# Navarrazo
El Navarrazo fue un golpe de Estado policial realizado en Argentina, que derrocó al gobernador constitucional de la provincia de Córdoba, Ricardo Obregón Cano y su vicegobernador Atilio López el miércoles 27 de febrero de 1974. El golpe fue convalidado por el gobierno nacional liderado por Juan Domingo Perón al intervenir la provincia sin reponer en sus cargos a los representantes democráticos depuestos. Ha sido considerado como un antecedente inmediato de la dictadura instalada el 24 de marzo de 1976.
El sociólogo Pablo Bonavena ha utilizado el término de «Contracordobazo» para referirse al hecho, término que otros autores utilizan también para referirse a hechos distintos.

## Antecedentes

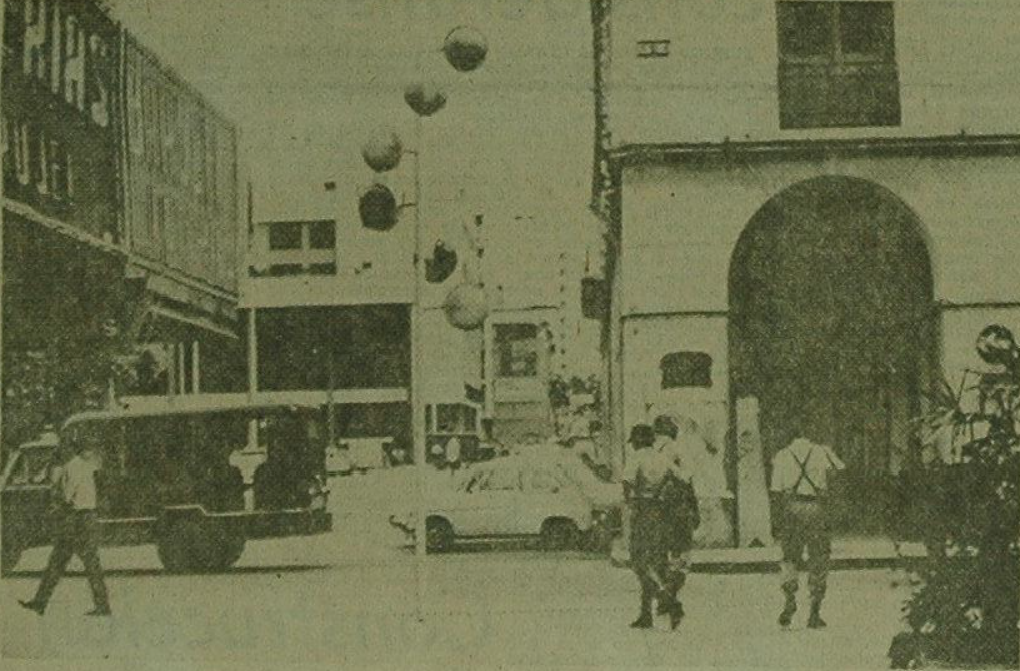
Vista de la recova del Cabildo de Córdoba, en cuyo edificio funcionaba el Departamento Central de Policía. La policía cerró al tránsito a autos y peatones.

En 1955 fue derrocado el gobierno constitucional del presidente Juan Domingo Perón. Desde entonces se instalaron varias dictaduras y gobiernos elegidos en elecciones no libres, que proscribieron a Perón al país, persiguieron a los ciudadanos peronistas y prohibieron la actuación del Partido Peronista.
El movimiento peronista respondió a través de lo que se llamó la Resistencia peronista, que incluyó desde acciones de sabotaje fabril, la recuperación de los sindicatos, acciones políticas clandestinas y el impulso de una visión del cristianismo comprometida con los pobres, hasta la participación en acciones populares insurreccionales, como el Cordobazo, y la creación de organizaciones guerrilleras, como Montoneros, las Fuerzas Armadas Revolucionarias y las Fuerzas Armadas Peronistas. En este período, la juventud apareció en todo el mundo como una fuerza con características propias. En Argentina un amplio sector de la juventud adhirió al peronismo a partir de la segunda mitad de la década de 1960, dando lugar a la formación de organizaciones barriales y estudiantiles que se agruparon en torno a lo que se denominó peronismo revolucionario o la Tendencia revolucionaria del peronismo.
La gran variedad política e ideológica de las distintas organizaciones peronistas tuvo como punto de unidad el objetivo de obligar a los gobernantes a aceptar el regreso de Perón al país ("luche y vuelve") y a convocar a "elecciones libres y sin proscripciones".
En 1966 tomó el poder la dictadura cívico-militar autodenominada Revolución Argentina. La resistencia sindical, guerrillera y estudiantil contra la dictadura, obligó a la misma a permitir el regreso de Perón al país en 1972 y a convocar a elecciones el 11 de marzo de 1973. En las elecciones se permitió que participara el Partido Peronista, que formó un frente electoral con el frondizismo denominado Frejuli, pero no se permitió que Perón -único factor de unidad entre todos los sectores internos del peronismo- se presentara como candidato.

## Situación política en 1973 y 1974
En las elecciones del 11 de marzo de 1973 el Frejuli ganó ampliamente, con virtualmente un 50% de los votos, resultando elegido presidente Héctor J. Cámpora, cercano al peronismo revolucionario. Cinco provincias fueron también ganadas por candidatos cercanos al peronismo revolucionario, entre ellas las estratégicas provincias de Buenos Aires, con Oscar Bidegain como gobernador y la provincia de Córdoba. A esas dos se sumaban Mendoza, con el gobernador Alberto Martínez Baca, Salta con el gobernador Miguel Ragone y Santa Cruz con el gobernador Jorge Cepernic. Todos serían destituidos durante el gobierno peronista y en el caso de Ragone resultaría además desaparecido.
Córdoba había sido una de las provincias en las que la resistencia popular contra la dictadura alcanzó uno de los puntos más altos, sobre la base de la convergencia del movimiento sindical, con el movimiento estudiantil. La fórmula peronista para la gobernación de la provincia fueron Ricardo Obregón Cano y el sindicalista Atilio López. Ambos habían participado activamente en el Cordobazo y en los movimientos de resistencia contra la dictadura, ubicándose ideológicamente en el peronismo revolucionario. Obregón Cano, emergía además como un sólido candidato a presidente, en caso de una eventual muerte de Perón, que para entonces contaba con 78 años.
Una vez asumido Cámpora como presidente, comenzó un fuerte enfrentamiento político y armado con el fin de desplazar del poder a los funcionarios del peronismo revolucionario y limitar el desarrollo de las fuerzas políticas que proponían cambios sociales de importancia, bajo consignas tales como el antiimperialismo, la liberación nacional, la revolución o el socialismo nacional.
La primera manifestación de importancia de ese enfrentamiento fue la Masacre de Ezeiza, seguido de la renuncia de Cámpora a la presidencia y la creación de un grupo parapolicial de derecha llamado Triple A, con apoyo de sectores militares y altos funcionarios peronistas, que comenzó a asesinar y amenazar de muerte a cientos de militantes del peronismo revolucionario y fuerzas políticas de izquierda. Montoneros respondería realizando atentados contra altos dirigentes políticos y sindicales.
En las elecciones presidenciales del 23 de septiembre de 1973 Perón fue reelegido por tercera vez como presidente de la Nación, con un amplio consenso que superó el 62%. Una vez en el poder, Perón comenzó a confrontar cada vez con mayor energía al peronismo revolucionario.
En 1974 caerían las cinco provincias cercanas al peronismo revolucionario. La primera fue la de Buenos Aires. El 20 de enero de 1974 el Ejército Revolucionario del Pueblo (ERP) intentó copar el regimiento militar de Azul, matando al jefe de la unidad y a su esposa. Perón le atribuyó públicamente la responsabilidad al gobernador Bidegain y este se vio obligado a renunciar. Un mes después caería Córdoba en febrero, mediante el Navarrazo. Luego caerían intervenidas, Mendoza en junio, Santa Cruz en octubre y Salta en noviembre.

## Hechos

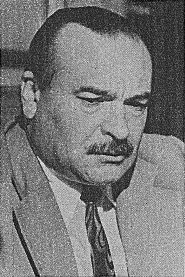
Teniente coronel Antonio Navarro.

El día 19 de febrero la cámara de empresarios del transporte (FETAP) declara un paro patronal por tiempo indeterminado oponiéndose al aumento salarial a los trabajadores del transporte que el gobierno provincial había aceptado en diciembre, luego de una huelga del sector. El lock out creó una situación de caos en Córdoba Capital.
El 23 de enero la policía cordobesa masacra a cinco cooperativistas de Armstrong, siendo los cinco rematados con un tiro de gracia en la cabeza. Años después se descubrió que se trató de un error: la policía cordobesa había recibido órdenes de asesinar a una delegación de la Policía Federal, simulando que eran "delincuentes subversivos", con el fin de dar pie a la intervención de la provincia, pero confundieron el auto y asesinaron a los cooperativistas. El gobierno nacional le ordenó a los policías federales no declarar en el juzgado que investigó el crimen, que inicialmente se había comunicado oficialmente que los muertos eran cinco miembros de la Policía Federal.
Simultáneamente se hace público que el jefe de la policía cordobesa, teniente coronel Antonio Navarro, integraba una conspiración que tenía como objetivo intervenir la provincia y desplazar al gobernador y al vicegobernador.
El 27 de febrero el gobernador Obregón Cano decide separar a Navarro de la conducción de la policía. Navarro no obedece la orden e inicia un motín policial en el Cabildo, bloqueando las calles céntricas. Grupos parapoliciales de apoyo a los golpistas, instalan barricadas en diversas partes de la ciudad, utilizando los micros detenidos por el lock out de los transportistas.
Esa noche un comando policial toma la casa de gobierno, deteniendo a Obregón Cano, Atilio López y otros funcionarios. Coordinadamente grupos parapoliciales dinamitaron el diario La Voz del Interior, la casa del gobernador y la del ministro de gobierno, a la vez que ocuparon las principales radios de la ciudad. Junto a los mandatarios, los sediciosos detuvieron a unas setenta personas que se encontraban en la gobernación. Entre ellos estaban Antonio Lombardich (ministro de Bienestar Social) y Elio Alfredo Bonetto (ministro de Gobierno), los diputados Luis Bruno y Blas García, Julio Aliciardi (presidente del Banco de la Provincia de Córdoba), Juan Carlos Bruera (fiscal de Estado), Alejo Díaz Tiliar (director de Prensa), y Horacio Obregón Cano (hijo y secretario personal del gobernador). El gobernador y su vice fueron llevados al Comando Radioeléctrico de la Policía provincial, donde permanecerían cautivos hasta las 17:30 horas del viernes 1 de marzo.
Ante la acefalía en la gobernación, el jueves 28 a las 22.00, el presidente de la Cámara de Diputados provincial, Mario Dante Agodino, asumió en forma interina la gobernación.
El 28 de febrero la CGT cordobesa declara la huelga, pero su efectividad es limitada porque los principales dirigentes sindicales estaban detenidos o escondidos. Al día siguiente, con la ciudad tomada por los golpistas y los principales dirigentes sindicales cordobeses perseguidos o detenidos (López, Tosco, Salamanca) se elige en Alta Gracia una nueva conducción de la CGT cordobesa, desplazando a los sectores más combativos.
El sábado 2 de marzo al mediodía, el presidente Juan Domingo Perón anunció su decisión de intervenir la provincia. El Congreso dispuso entonces la intervención de la provincia, pero Perón no repuso en el cargo a las autoridades constitucionales y designó como interventor a Duilio Brunello. Cinco meses después Perón moriría y asumiría el poder la vicepresidenta María Estela Martínez de Perón. Una de sus primeras medidas fue nombrar interventor al brigadier Raúl Lacabanne, quien organizó y fue la cabeza del grupo parapolicial Triple A en Córdoba, bajo el nombre de Comando Libertadores de América.

## Consecuencias
El 1 de mayo de 1974, durante el acto realizado en Plaza de Mayo con motivo del Día Internacional de los Trabajadores, Perón confrontó abiertamente con el peronismo revolucionario, tratando a sus integrantes de "imberbes", "estúpidos" e "infiltrados". La respuesta de peronismo revolucionario fue retirarse de la plaza, formalizando así la ruptura con Perón.
Durante el curso de 1974 la Triple A asesinaría a 43 personas, muchas de ellas personalidades de alto perfil vinculadas al peronismo revolucionario, como el sacerdote Carlos Mugica y los abogados de derechos humanos Rodolfo Ortega Peña y Silvio Frondizi. 
El 6 de septiembre Montoneros decidió pasar a la clandestinidad y el 19 de septiembre realizó el secuestro de los hermanos Juan y Jorge Born, principales accionistas del poderoso grupo empresarial Bunge & Born. El 16 de septiembre de 1974 Atilio López sería secuestrado en Buenos Aires por la Triple A, para luego ser asesinado y su cadáver ser arrojado en Capilla del Monte, en el norte de la provincia de Córdoba.
En agosto Obregón Cano decidió exiliarse en México y en marzo de 1975 fue uno de los fundadores en ese país del Partido Peronista Auténtico, bajo la presidencia de Oscar Bidegain, exgobernador de la provincia de Buenos Aires, obligado a renunciar a la gobernación un mes antes que él. El motivo fue un desastroso operativo del ERP contra una unidad militar en Azul, en la que murió la mujer del jefe de dicho emplazamiento. Esa misma tarde, Perón dio una conferencia por televisión en la que, exigió implícitamente la renuncia del gobernador, la cual fue presentada de inmediato. En 1977 el PPA se integró al Movimiento Peronista Montonero (MPM).
El Navarrazo ha sido considerado por diversos analistas, como uno de los principales antecedentes del Golpe de Estado del 24 de marzo de 1976 que derrocó al gobierno constitucional presidido por María Estela Martínez de Perón.